# Marcinków (województwo dolnośląskie)
Marcinków (niem. Martinsberg) – wyludniająca się wieś w Polsce położona w województwie dolnośląskim, w powiecie kłodzkim, w gminie Bystrzyca Kłodzka.
W przeszłości do wsi należały kolonie: 
- Czatków[4] (niem. Tschihak)[5]

- Domaradów (niem. Grenzhäuser)[6]

- Żabnica (niem. Froschgraben)[7]

Obecnie kolonie są wyludnione, a nazwy niestandaryzowane.

## Podział administracyjny
W latach 1975–1998 miejscowość administracyjnie należała do województwa wałbrzyskiego.

## Historia
Marcinków był dawną wsią gwarecką. W dokumentach z 1344 r. wymienia się ją pod nazwą Mertetindorf, a w 1465 r. jako Merbotindorf (czyli Nierobocin), co sugeruje, że była zwolniona od pańszczyzny. Wiadomo jednak, że już wtedy zaprzestano tu wydobycia srebra. W XV w. wytapiano tu także szkło.
W 1481 r. rodzina Gregor otrzymała z rąk Henryka Starszego Podiebradowicza teren wsi wraz z prawem do poszukiwania i wydobycia rud. W 1575 roku powstała tu kopalnia „Sankt Anna”, w której eksploatowano złoża galeny. We wsi w 1598 r. stanął kościół pw. św. Marcina, pełniący rolę kościoła cmentarnego. Rozwój gospodarczy przerwany jednak został przez wojnę trzydziestoletnią, która w 1623 r. zniszczyła także kościół. Ożywienie gospodarcze nastąpiło dopiero w XVIII w. wraz z przejęciem okolicznych ziem przez ród Wallisów. W 1701 r. odbudowano kościół.
Kolejną próbą wznowienia działalności górniczej było otwarcie w 1749 r. kopalni (Zum reichen Segen), a w 1755 r. huty (Friedrichs Silberhütte) przez spółkę kpt. von Zerbsta i radcy podatkowego Menzeliusa. Prace górnicze zeszły do głębokości 25 m. Przerwane zostały w roku 1784, po czym teren wsi został podzielony na trzy części własnościowe. Jeszcze jedną nieudaną próbę reaktywacji górnictwa podjęto w 1855 r.

## Współczesność
Po 1945 r. Marcinków został zasiedlony przez niewielką grupę Polaków, jednak z biegiem lat pustoszał i popadał w ruinę. W latach 50. prowadzono tu prace poszukiwawcze rud uranu. Znaleziono niewielkie okruszcowania, których eksploatacja okazała się nieopłacalna na skalę przemysłową.
Obecnie wieś liczy zaledwie kilka zamieszkanych domów. W marcu 2011 liczyła zaledwie 6 mieszkańców, będąc najmniejszą miejscowością gminy Bystrzyca Kłodzka. Mimo bardzo dobrych walorów krajobrazowych wieś nie rozwija się, a działalność rolnicza prowadzona jest na znikomą skalę. Barokowy kościół został zrujnowany, a cenne elementy starej kamieniarki stają się łupem złodziei dzieł sztuki.

## Turystyka
Przez wieś przechodzi żółty szlak turystyczny z Romanowa do przełęczy Puchaczówka. Ponad wsią wznosi się szczyt Skowroniej Góry z bardzo dobrą panoramą na całą wschodnią część ziemi kłodzkiej.